# Осцислово (Мазовецьке воєводство)
Осцислово (пол. Ościsłowo) — село в Польщі, у гміні Гліноєцьк Цехановського повіту Мазовецького воєводства.
Населення — 314 осіб (2011).
У 1975—1998 роках село належало до Цехановського воєводства.

## Демографія
Демографічна структура станом на 31 березня 2011 року:
|          | Загалом | Допрацездатний вік | Працездатний вік | Постпрацездатний вік |
| -------- | ------- | ------------------ | ---------------- | -------------------- |
| Чоловіки | 165     | 40                 | 102              | 23                   |
| Жінки    | 149     | 27                 | 83               | 39                   |
| Разом    | 314     | 67                 | 185              | 62                   |